# 中華民國反共愛國聯盟
中華民國反共愛國聯盟，簡称愛盟，早期稱作全美中國同學反共愛國聯盟，是一個於1970年代由來自臺灣的留學生自發在美國成立的政治性組織，當年主要參與者為中華民國在美國的右派留學生。

## 成立及發展
1970年，美國片面將釣魚台列嶼連同琉球群島移交日本管轄，引起華人界不滿；当时的中國留美學生遂展開了一系列保釣運動。1971年，聯合國代表權問題丕變，中華民國遭遇外交挫折；在美保釣運動成員由此分爲反共和親共派，中華人民共和國藉機吸收一些在美留學生。中國國民黨遂組織在美留學生成立「全美中國同學反共愛國聯盟」，標榜愛國就要反共，號召在美右派學生對抗親共的左派學生。
早期加入的保釣學生有馬英九、李慶華、蘇起、張京育、關中、魏鏞、趙少康、郁慕明等人；這些核心成員在1970年代末學成歸國後，多出任公職。時逢中華民國与美國斷交，愛盟因而發起「愛鄉更愛國運動」，抗議美國政府1972年承認中共政權並與之建交，投入中國青年救國團、成功嶺等組織運動，並成立「團結自強協會」，主張反共、反台獨。1980年，愛盟聯誼會受中華民國政府委託，舉辦「大鵬營」，對即將出國留學的學生展開工作。
1988年1月13日，中華民國總統兼國民黨主席蔣經國去世，副總統李登輝依憲法繼任總統之位，並獲推選為中國國民黨代理主席，接掌黨政大權。此時由於國民黨内路線爭議，加上台灣社會各種運動蜂起，政局產生劇烈變化；愛盟成員不滿李登輝對國民黨的領導，與黨內保守勢力結合，被當時傳播媒體稱為「非主流派」。由於理念與意識形態差異，這些成員或蟄伏黨内，或另立新黨。1990年5月，愛盟部分成員成立「中華民國反共愛國聯盟」，導致愛盟分裂，從此式微。
2001年，「中華民國反共愛國聯盟」與「愛盟聯誼會」宣布和解 並合併。2007年，愛盟成員吳敦義在該組織精神領袖關中推薦下，被任命為中國國民黨中央委員會秘書長；有評論認爲這象徵愛盟勢力在國民黨内復甦。

## 外部連結
- 馬英九自述曾加入反共愛國聯盟 （页面存档备份，存于）
- 《海峽評論》177期-2005年9月號（页面存档备份，存于）